# 古伊
古伊（法語：Gouy，法語發音：[ɡwi]）是法国上法蘭西大區埃纳省的一个市镇，属于圣康坦区。

## 地理
古伊（50°0'6"N, 3°15'17"E）面积17.6 平方千米，位于法国上法蘭西大區埃纳省，该省份为法国北部内陆省份，北起北部省，西接索姆省和瓦兹省，东临阿登省和马恩省，西南至塞纳-马恩省，东北部与比利时接壤。
与古伊接壤的市镇（或旧市镇、城区）包括：欧邦舍勒欧布瓦、博雷瓦尔、贝利库尔、博尼、勒卡特莱、埃斯特雷、诺鲁瓦、旺迪勒、维莱乌特雷欧。

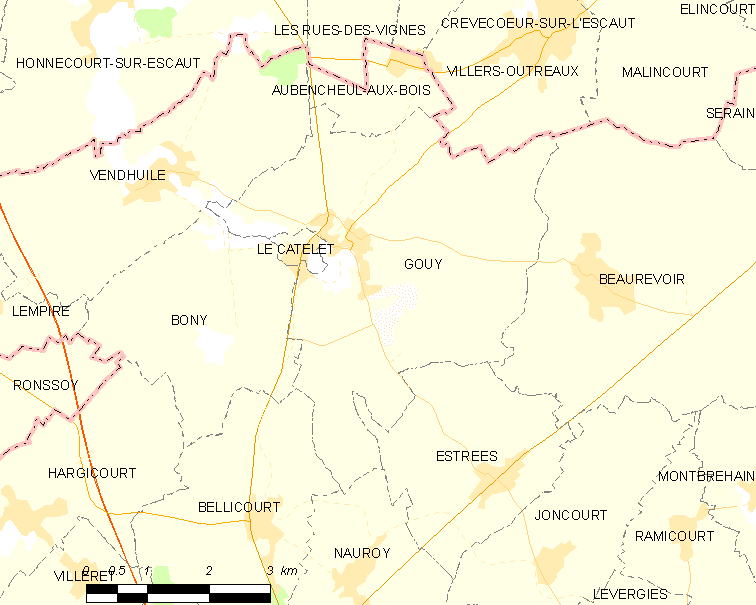
古伊的OSM定位图

古伊的时区为UTC+01:00、UTC+02:00（夏令时）。

## 行政
古伊的邮政编码为02420，INSEE市镇编码为02352。

## 政治
古伊所属的省级选区为博安昂韦尔芒多瓦县。

## 人口

1962-2008年间古伊人口变化图示

古伊于2022年1月1日时的人口数量为570人。